# Xã Crane Lake, Quận St. Louis, Minnesota
Xã Crane Lake (tiếng Anh: Crane Lake Township) là một xã thuộc quận St. Louis, tiểu bang Minnesota, Hoa Kỳ. Năm 2010, dân số của xã này là 82 người.